# Všeruby (hrad)
Všeruby jsou zaniklý hrad ve stejnojmenném městě v okrese Plzeň-sever. Stál na konci ostrožny pod kostelem svatého Martina v nadmořské výšce okolo 460 metrů. Dochovaly se z něj drobné terénní pozůstatky.

## Historie
Původní panské sídlo ve Všerubech vzniklo u románského tribunového kostela svatého Martina. Prvním jistě doloženým vlastníkem byl Hrdibor, královský jídlonoš, uváděný v roce 1212. Jeho syn Hrdibor a vnuk Vícemil zde sídlili až do roku 1269 a jeden z nich nechal na konci ostrohu postavit kamenný hrad. V uvedeném roce se na hradě za přítomnosti 26 urozených pánů projednával spor o hranici mezi majetky plaského kláštera a Vavřince z Pňovan. Soudcem byl Drslav, který mohl být podle nepřímých zmínek poručníkem sirotků po Vícemilovi.

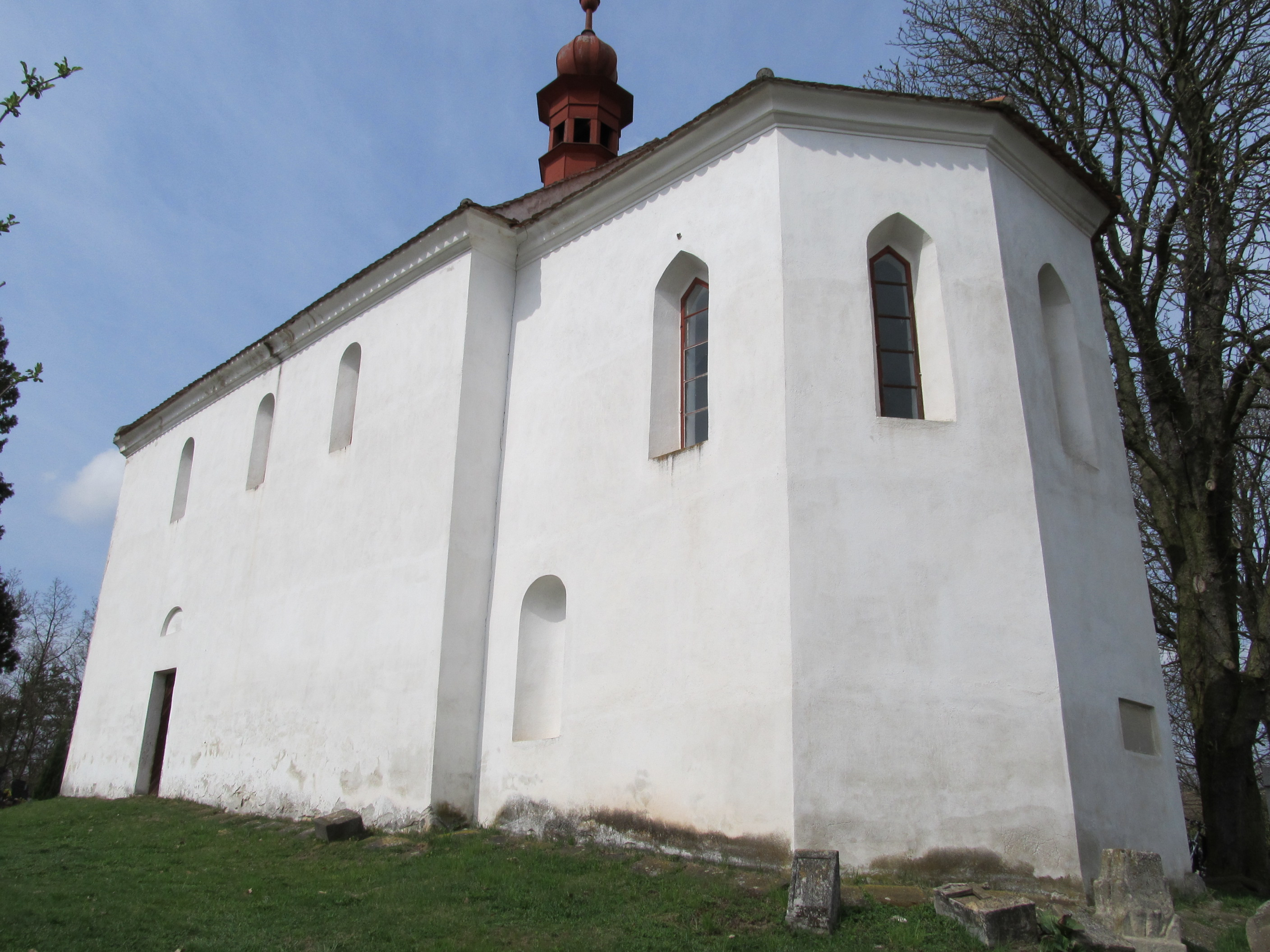
Kostel svatého Martina na předhradí

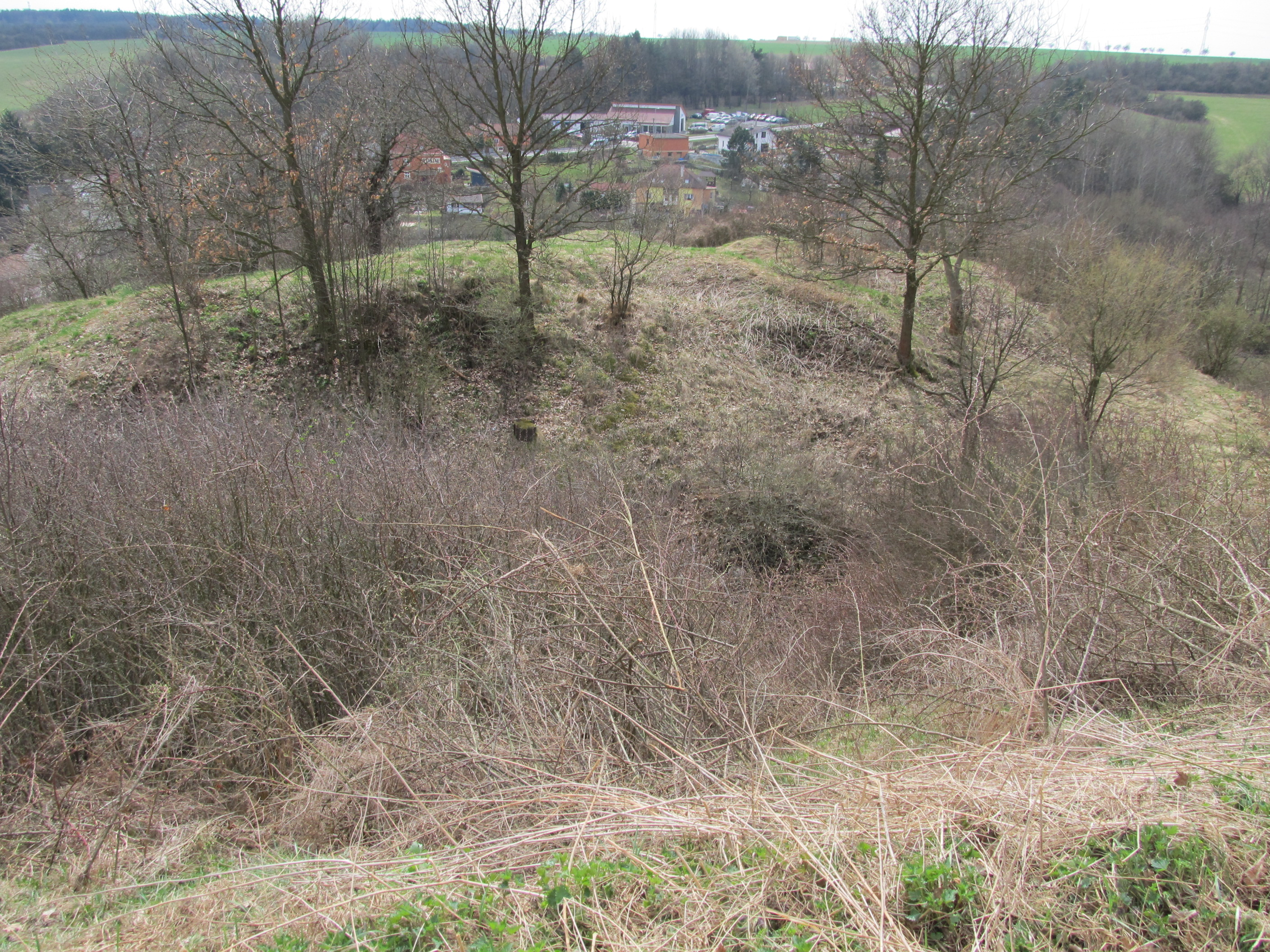
Hradní jádro

Další písemná zpráva o hradu je až z roku 1363, ve která Anna, vdova po Janovi ze Všerub, potvrzuje manželův odkaz platu z usedlosti v Kunějovicích. Na listině jsou také stejné pečeti svědků: bratrů Bavora ze Všerub a faráře Jindřicha. Bavor roku 1378 svou část panství prodal Jindřichu z Rabštejna a přestěhoval se na Zhořec. Jindřich s Annou společně platili daň třináct hřiven stříbra.
Jindřich z Rabštejna svou část prodal před rokem 1385 Půtovi z Gutštejna, od kterého přešel hrad do rukou jeho bratra Jetřicha. Ten zemřel roku 1417 a majetek po něm zdědili synové Burjan a Jan. Oba byli významnými členy plzeňského landfrýdu, který dlouhodobě čelil husitským vojskům. Bližší zprávy z dob husitských válek o hradu neznáme, ale pravděpodobně nebyl husity dobyt.
Po Burjanově smrti zdědili všerubský hrad synové Burjan II. a Linhart. Burjan se zřejmě na straně křižáckého vojska zúčastnil neúspěšného dobývání hradu v Podmoklech a poté, co královské vojsko Jiřího z Poděbrad dobylo nedaleký Frumštejn, dobyl ho Burjan v čele zelenohorské jednoty zpět a připojil ho ke všerubskému panství. Někdy v této době byl hrad ve Všerubech opevněn dělostřeleckými baštami.
Jiří Všerubský z Gutštejna, Burjanův syn, vedl řadu sporů. Řešil je běžně vojenskou cestou, až roku 1505 Všeruby prodal a vypověděl králi a zemi válku. Přestože jeho ozbrojené skupiny působily zřejmě značné škody, rozhodl zemský sněm o Jiřího návratu do země a zahájil jednání, které uspokojilo jeho nároky. Všerubské panství od něj koupil někdo z hlavní linie pánů z Gutštejna a na hradě dále žila jeho manželka Anna ze Smiřic a syn Jan, kterého vychovával poručník Jetřich z Gutštejna seděním na Všerubech. Po Jetřichově smrti prodal Jan v roce 1520 Všeruby rytíři Petru Kokořovci z Kokořova. Jeho syn Jiří se později přestěhoval na tvrz do Šťáhlav, které koupil roku 1539, a hrad zřejmě rychle zpustl. Když se Jiřího synové v roce 1584 dělili o majetek, hrad se už nepřipomínal.

## Stavební podoba
Hrad byl dvojdílný. Předhradí, ve kterém stojí kostel svatého Martina, údajně chránily dva příkopy, ale terén byl po polovině 19. století i později upravován, a opevnění téměř beze zbytku zaniklo. Čtverhranné hradní jádro o rozměrech 33 × 38 metrů se nacházelo níže za kostelem na konci ostrožny a bylo odděleno širokým příkopem vytesaným ve skále. Podobu zástavby jádra, rozrytého jámami po lámání kamene, neznáme. Podle četných nálezů kostí a střepů nádob lze usuzovat, že na jeho západní straně se nacházela kuchyně.

## Přístup
V prostoru předhradí se dnes nachází přístupný hřbitov s kostelem. Do šíjového příkopu a jádra hradu vede pěšina podél západní zdi hřbitova.